# وادي المحمديين (بروم ميفع)
'

تعديل مصدري - تعديل

وادي المحمديين هي إحدى قرى عزلة بروم بمديرية بروم ميفع التابعة لمحافظة حضرموت، بلغ تعداد سكانها 451 نسمة حسب تعداد اليمن لعام 2004.